# 4072 Яйої
4072 Яйої (4072 Yayoi) — астероїд головного поясу, відкритий 30 жовтня 1981 року.
Тіссеранів параметр щодо Юпітера — 3,707.
Названо на честь епохи в історії Японії Яйої (яп. やよい(弥生)).